# Camp X-Ray (film)
Camp X-Ray is een Amerikaanse film uit 2014, geschreven en geregisseerd door Peter Sattler. De film ging in première op 17 januari op het Sundance Film Festival. De naam van de film verwijst naar het tijdelijke Camp X-Ray van het gevangenenkamp Guantanamo Bay.

## Verhaal
Amy Cole (Kristen Stewart) ontsnapt aan haar saaie leven in een klein dorp door in het leger te gaan. Maar in plaats van een missie naar Irak waar ze op hoopte, wordt ze als bewaakster ingezet in het gevangenenkamp Guantanamo Bay. In Camp Delta geraakt ze bevriend met de gedetineerde Ali Amir.

## Rolverdeling
| Acteur                               | Personage                    |
| ------------------------------------ | ---------------------------- |
| Kristen Stewart                      | Soldaat Amy Cole / "Blondje" |
| Peyman Moaadi (als Payman Maadi)     | Ali Amir (gedetineerde 471)  |
| John Carroll Lynch                   | Kolonel James Drummond       |
| Lane Garrison                        | Korporaal Randy Ransdell     |
| J.J. Soria (als Joseph Julian Soria) | Soldaat Rico Cruz            |
| Cory Michael Smith                   | Soldaat Bergen               |
| Julia Duffy                          | Betty Cole (Amy's moeder)    |
| Tara Holt                            | Soldaat Mary Winters         |
| Ser'Darius Blain                     | Soldaat Raymond Jackson      |
| Cory Michael Smith                   | Soldaat Bergen               |
| Marco Khan                           | Mahmoud (gedetineerde)       |
| Mark Naji                            | Gedetineerde #1              |
| Anoop Simon                          | Gedetineerde #2              |

## Prijzen & nominaties
| jaar | prijs                  | categorie                   | genomineerde(n) | uitslag     |
| ---- | ---------------------- | --------------------------- | --------------- | ----------- |
| 2014 | Sundance Film Festival | Grand Jury Prize - Dramatic | Peter Sattler   | Genomineerd |

## Productie
Het filmen begon op 17 juli 2013 en eindigde midden augustus. Er werd gefilmd in Los Angeles en in de verlaten gebouwen van de Fred C. Nelles Youth Correctional Facility in Whittier (Californië).